# Villa Widmann
Die Villa Widmann, auch Widmann Rezzonico Foscari genannt, liegt in Mira, Via Nazionale 420, Provinz Venedig, Italien.

## Geschichte

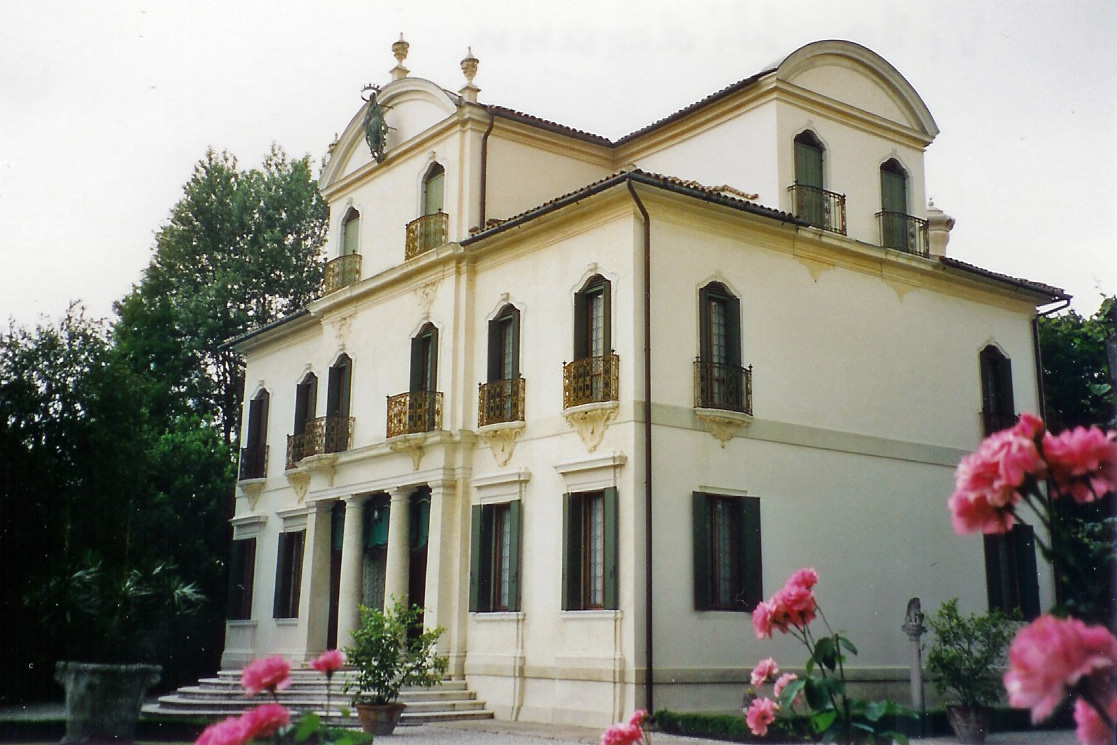
Die Villa von der Gartenseite

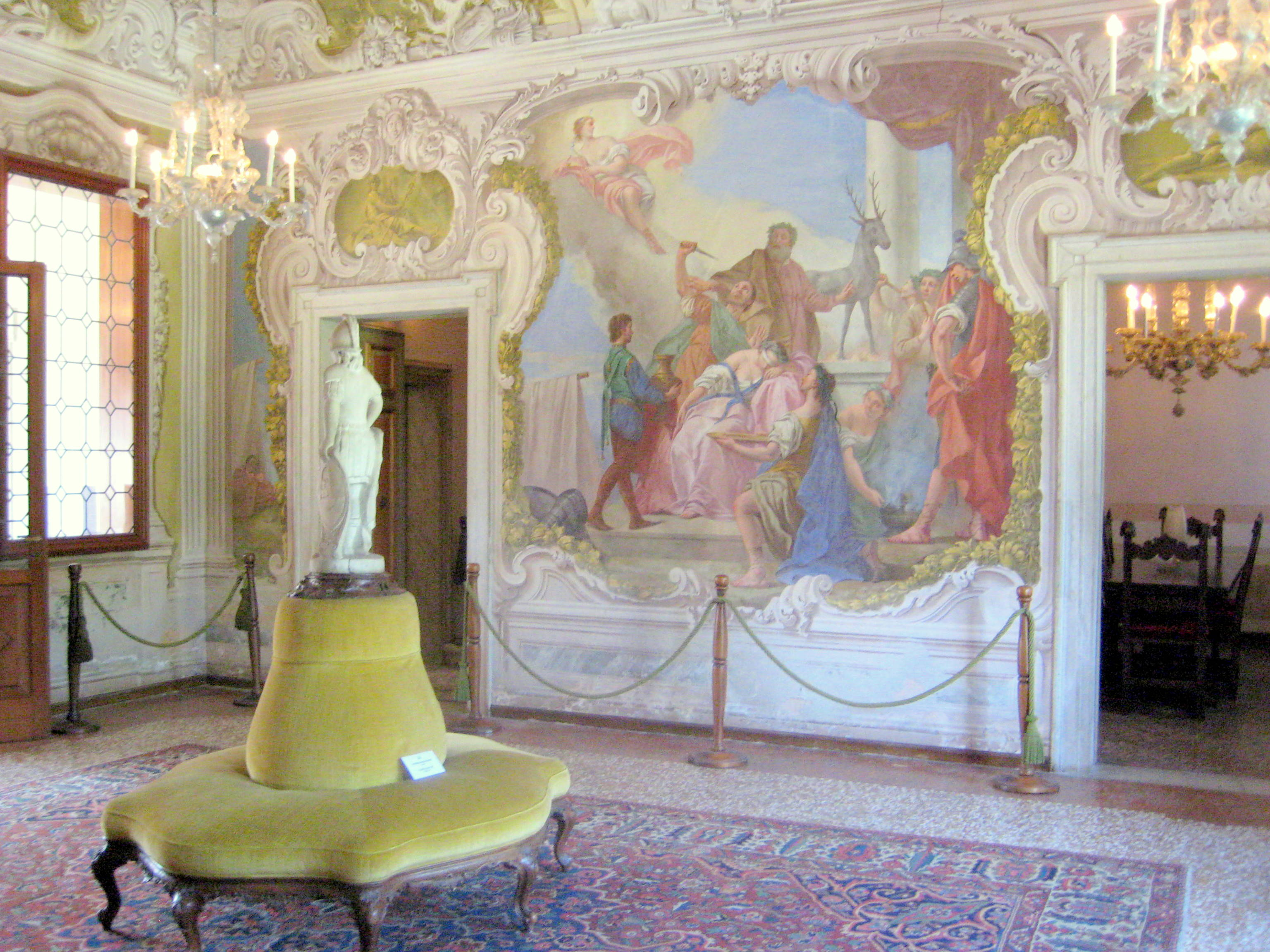
Vestibül

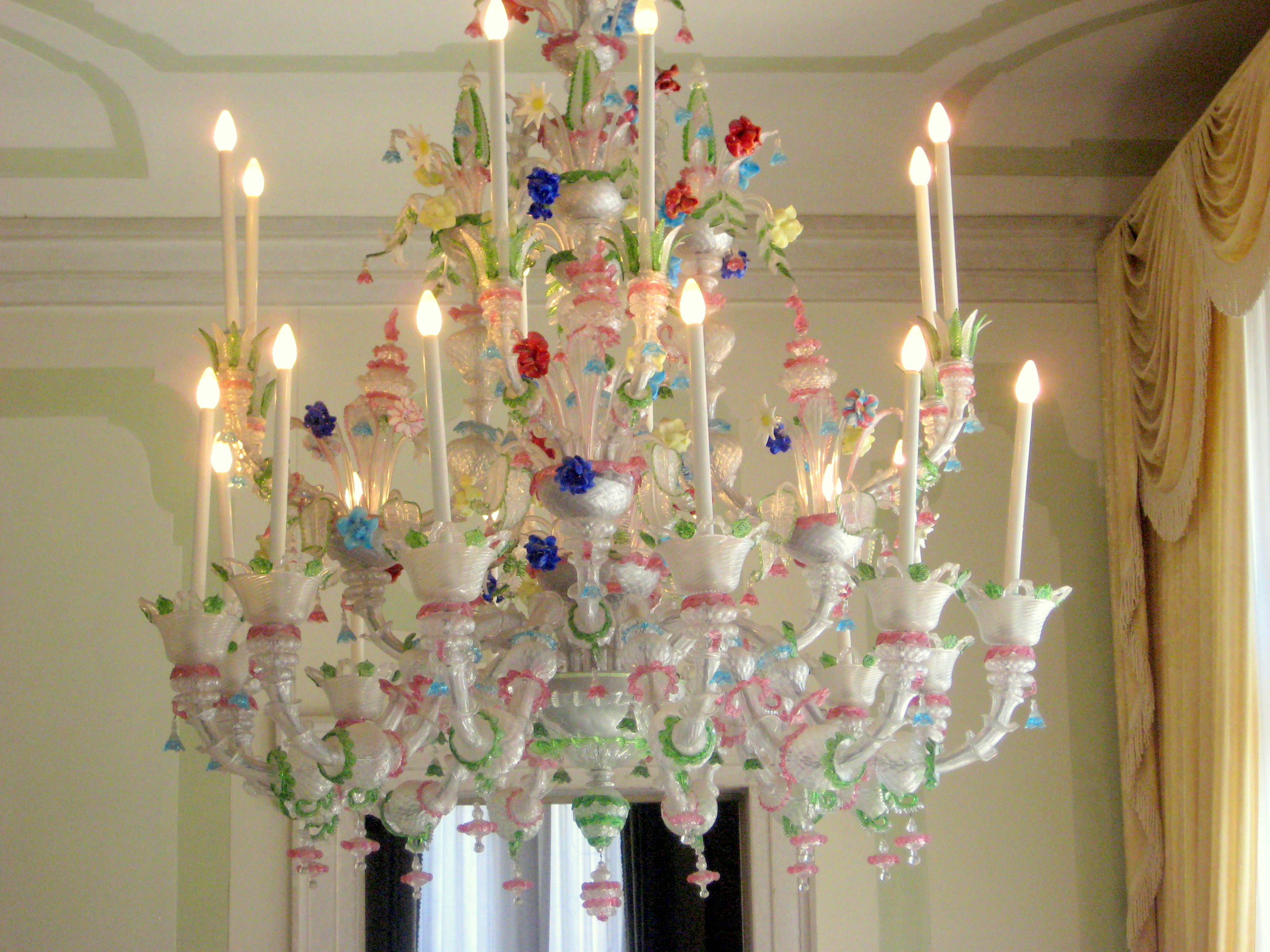
Lüster

Die Familie Seriman, persische Händler, erwarb Ende des 17. Jahrhunderts von der Familie Donà ein la Riscossa genanntes Grundstück mit zwei Bauernhäusern. 1719 ließen sie vom Architekten Andrea Tirali eine Villa, ein Gästehaus (barchessa) und eine Kapelle errichten. 
In der zweiten Hälfte des 18. Jahrhunderts ging die Villa in den Besitz der Familie Widmann über, einer in Venedig Handel treibenden Familie aus Kärnten, wo sie seit 1629 die Herrschaft Paternion besitzt und 1640 in den Grafenstand erhoben wurde. Sie nahm Umbauten, entsprechend dem zeitgemäßen französischen Rokokostil, vor. Zwei sich kreuzende Dachzimmer wurden aufgesetzt, die Decke des Salons durchbrochen, sodass ein hoher Raum entstand und die Fenster wurden dem gängigen Stil angepasst. Ebenso wurde die Kapelle um einen Raum erweitert und mit dem Gästehaus verbunden. Als einzige der venezianischen Villen der Terraferma wurde sie von den napoleonischen Truppen nicht verwüstet. Die Besitzerfamilie verfügte über einen persönlichen Kontakt zum französischen Kaiser, der auf ihren Wunsch einen Schutzbrief erließ, der – keineswegs selbstverständlich – von seinen Truppen auch respektiert wurde. 
Die Villa ist seit 1984 im Besitz der Provinz von Venedig.

## Die Villa
Die Villa wirkt trotz des quadratischen Grundrisses durch die aufgesetzten Dachzimmer und die französischen Fenster mit Balkongittern leicht und zierlich. Von der Vorhalle erreicht man den großen Salon mit einer umlaufenden Galerie, der von Giuseppe Angeli, einem Schüler von Giambattista Piazzetta und Mitarbeiter von Giovanni Battista Tiepolo, um 1750 ausgemalt wurde. An den Wänden schuf er die Opferung Iphigenies und den Raub der Helena und als Deckengemälde die Apotheose der Familie Widmann. 
In der Villa waren unter anderem der venezianische Komödiendichter Carlo Goldoni und der Musiker Igor Stravinski zu Gast. 

## Der Garten
Der gepflegte Garten, auf der Nordseite der Villa gelegen, bietet einen Bestand an alten seltenen Bäumen sowie ein Rondell mit mythologischen Steinfiguren.
Es gibt auch einen Brunnen, der reichlich verziert ist.

## Galerie

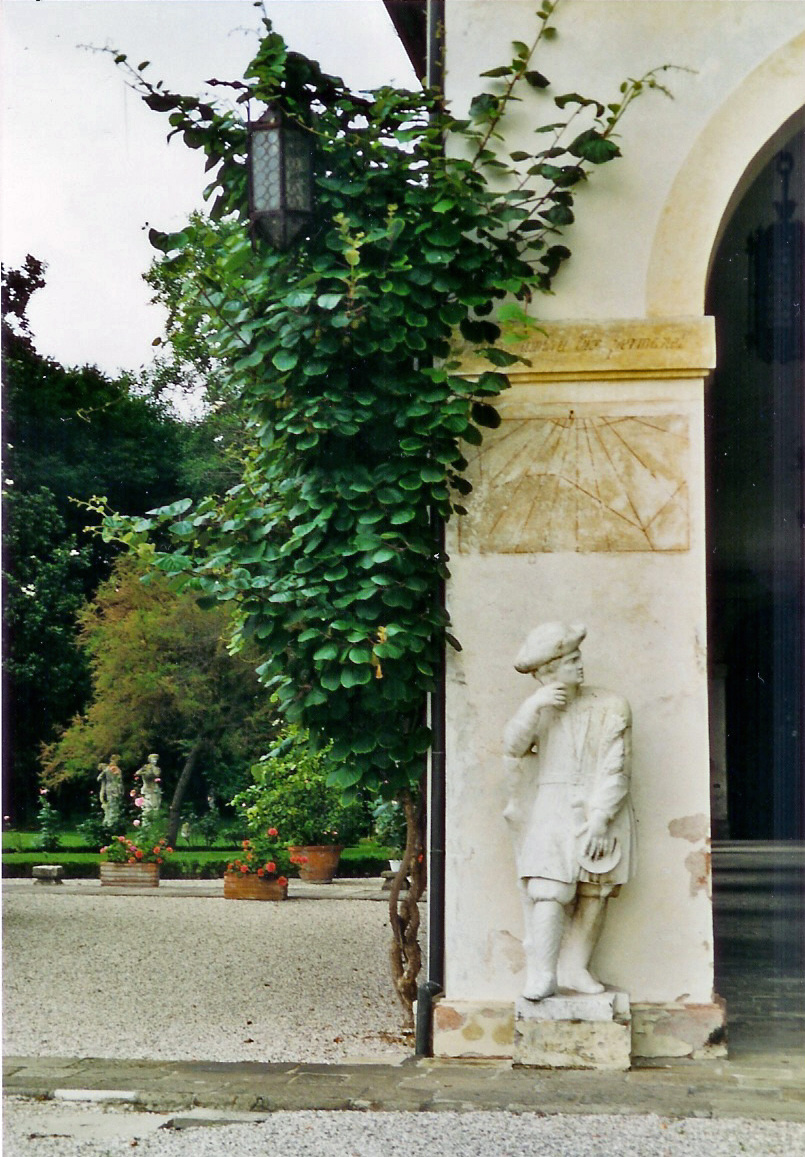
Der Eingang zur Villa Widmann
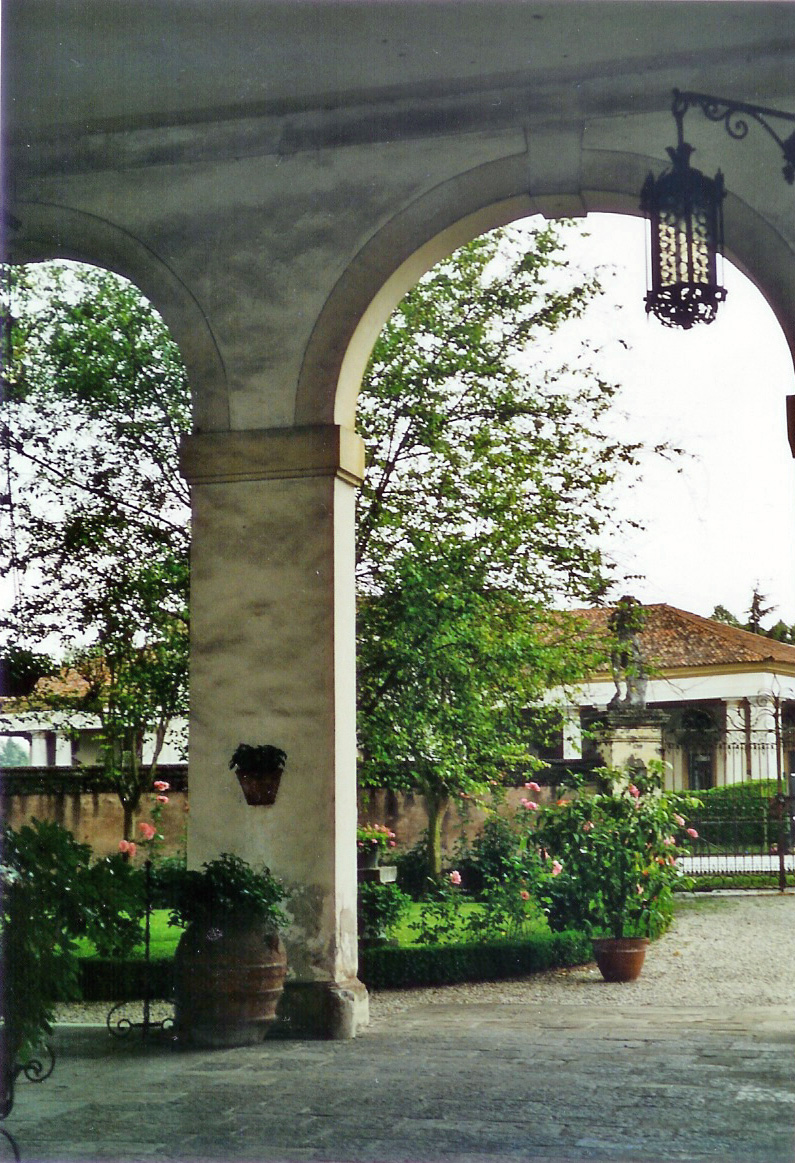
Das Gästehaus
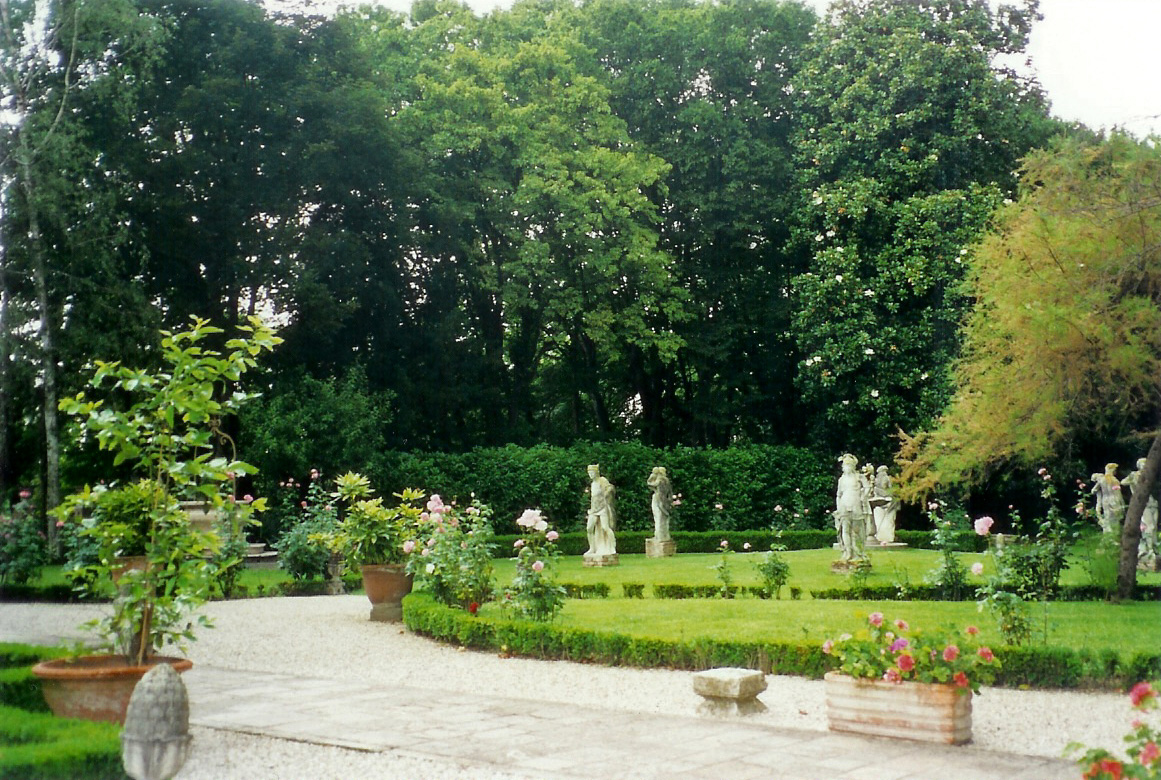
Blick in den Garten
- Besuch der Villa Widmann

Koordinaten: 45° 26′ 31″ N, 12° 8′ 45″ O